# Annals of Anatomy – Anatomischer Anzeiger
Annals of Anatomy – Anatomischer Anzeiger, abgekürzt Ann. Anat.-Anat. Anz., ist eine wissenschaftliche Fachzeitschrift, die vom Urban & Fischer-Verlag im Auftrag der Anatomischen Gesellschaft veröffentlicht wird. Sie wurde 1886 unter dem Namen Anatomischer Anzeiger: Centralblatt für die gesamte wissenschaftliche Anatomie von Karl von Bardeleben (Jena) gegründet.
In den Jahren 1918–1949 war Heinrich von Eggeling (Jena – Breslau – Berlin – Neustadt am Rübenberge) als Schriftführer tätig; nachfolgend Bargmann (1949–1950) und Maximillian Watzka (1950–1974).
Von 1974 bis 2006 wurde die Zeitschrift von Wolfgang Kühnel herausgegeben; in dieser Zeit (1992) erfolgte die Umbenennung in Annals of Anatomy.
Seit 2007 erfolgt die Herausgabe durch den Schriftführer der Anatomischen Gesellschaft, Friedrich Paulsen (Halle – Erlangen).
Es erscheinen gegenwärtig sechs Ausgaben im Jahr. Es werden Arbeiten aus dem Bereich der Anatomie veröffentlicht.
Der Impact Factor lag im Jahr 2014 bei 1,483. Nach der Statistik des ISI Web of Knowledge wird das Journal mit diesem Impact Factor in der Kategorie „Anatomie und Morphologie“ an elfter Stelle von 20 Zeitschriften geführt.